# پیتر پن (فیلم ۲۰۰۳)
پیتر پن (انگلیسی: Peter Pan) فیلمی در ژانر فانتزی است که در سال ۲۰۰۳ منتشر شد.
پیتر پن یک فیلم ماجراجویی فانتزی محصول سال ۲۰۰۳ به کارگردانی پی جی هوگان و نویسندگی هوگان و مایکل گلدنبرگ است. فیلمنامه بر اساس نمایشنامه 1904 و رمان پیتر پن یا پسری که بزرگ نمی‌شود نوشته جی ام باری در سال 1911 ساخته شده است. جیسون آیزاکس نقش دوگانه کاپیتان هوک و جورج دارلینگ، اولیویا ویلیامز در نقش مری دارلینگ، جرمی سامپتر در نقش پیتر پن، ریچل هرد وود در نقش وندی دارلینگ و لودین ساگنیر نقش تینکر بل را بازی می‌کنند. لین ردگریو نقش مکمل را در نقش خاله میلیسنت ایفا می کند، شخصیت جدیدی که برای فیلم خلق شده است.

## داستان
در سال ۱۹۰۴ در شهر لندن، وندی دارلینگ برای برادران کوچکترش جان و مایکل داستان های کاپیتان هوک و دزدان دریایی اش را تعریف می کند. پیتر پن او را از بیرون پنجره مهد کودکشان می شنود. خاله میلیسنت که از داستان‌های وندی ناراضی است، به عزیزان توصیه می‌کند که روی چشم‌انداز آینده او تمرکز کنند. یک شب، وندی می بیند که پیتر به مهد کودک بازگشته تا خواب او را تماشا کند، اما سایه او توسط سگ پرستار خانواده، نانا، گاز گرفته می شود. در مدرسه، معلم وندی متوجه می‌شود که او در حال کشیدن تصویری از پیتر است. وندی سعی می کند از رسیدن نامه انضباطی به پدرش جلوگیری کند، اما زمانی که نانا او را به بانک تعقیب می کند، علناً او را شرمنده می کند.
پیتر در جستجوی سایه‌اش، با وندی دوست می‌شود که آن را به او برمی‌گرداند. او وندی و برادرانش را به نورلند دعوت می کند تا او بتواند داستان های خود را برای باند پسران گمشده اش تعریف کند. با استفاده از گرد و غبار پری تینکر بل، این چهار نفر به سمت نورلند پرواز می کنند، در حالی که نانا به آقای و خانم عزیز اطلاع می دهد که چه اتفاقی افتاده است. در نورلند، کاپیتان هوک و خدمه دزدان دریایی اش به زودی به بچه ها حمله می کنند. تینکر بل که به عشق پیتر به وندی حسادت می‌کند، پسران گمشده را فریب می‌دهد تا دختر را از آسمان پرتاب کنند، دختری که او را با یک پرنده اشتباه می‌گیرد. خوشبختانه وندی زنده می ماند و توسط بلوطی که پیتر قبلا به او داده بود نجات می یابد. پیتر تینکر بل را اخراج می کند و به دوستی آنها پایان می دهد.

## بازیگران
- جرمی سومپتر
- ریچل هارد-وود
- جیسون آیزکس
- اولیویا ویلیامز
- لین ردگریو
- جرج مکای
- سافرون باروز
- جفری پالمر